# ミック・テイラー (アルバム)
『ミック・テイラー』（Mick Taylor）は、イングランドのロック・ミュージシャン、ミック・テイラーが1979年に発表した、ソロ名義では初のスタジオ・アルバム。

## 背景
テイラーはローリング・ストーンズ脱退後、ジャック・ブルースのバンドに短期間のみ所属し、それから本作のリリースに至るまでの活動は、他アーティストの作品へのゲスト参加が中心だった。「ギディー・アップ」や「スパニッシュ/ Aマイナー」はジャズ色が取り入れられた曲で、テイラーは1979年のインタビューにおいて「私の過去の演奏とは全く違う領域だ。本物のジャズではないにせよ、ジャズ風味、ジャズ志向ではある」「演奏のスタイル自体は今まで通りだけど、音楽的に、そしてハーモニー的に発展させてみたのさ」と語っている。
本作のレコーディングには、ローウェル・ジョージ（リトル・フィート）、ピエール・ムーラン（ゴング）を含むゲスト・プレイヤーが参加した。なお、テイラーは本作に先立ち、リトル・フィートのアルバム『ウェイティング・フォー・コロンブス』、ピエール・ムーランズ・ゴングのアルバム『エクスプレソーII』にもゲスト参加している。
ジャケット・デザインおよび写真撮影はヒプノシスにより、本作のジャケットには、テイラーが当時所有していた1958年製のサンバーストのフェンダー・ストラトキャスター（テイラーによれば、ローリング・ストーンズ在籍時にも似たようなギターを持っていたが、そのギターは盗まれてしまったという）も写っている。

## 反響・評価
アメリカでは5週Billboard 200入りし、1979年8月4日に最高119位を記録した。
ベン・デイヴィーズはオールミュージックにおいて5点満点中4.5点を付け「ミック・テイラーのセルフタイトルのデビュー・アルバムは、ローリング・ストーンズやブルースブレイカーズの元メンバーという先入観を持って聴くと、想像とは異なるだろう。それが、軽快な楽曲と保守的なサウンドのせいなのか、それとも彼の歌声にミック・ジャガーやジョン・メイオールほど特徴がないという事実のせいなのかは、議論の余地があるかもしれない」としつつ「ブルースとロックのスタイルを融合した彼のギター、そしてもちろんスライドギターは、常に感動的である」と評している。また、マイケル・ヒートリーは『Record Collector Magazine』第397号において「彼のファンは以前の路線を望んでいるのだろうが、ミック自身はカーラ・ブレイのようなジャズ系の面々と交流し、明らかにジェフ・ベック的な路線を好むようになった」「ストーンズのロックに近いのは2曲（"Broken Hands"と"Giddy-Up"）のみである」「"Giddy-Up"にゲスト参加したローウェル・ジョージのスライドギターは注目に値するが、ミックに必要だったのは、もう一人のスライドの名手ではなく、ボーカリストや楽曲の共作者である」と評している。

## 収録曲
特記なき楽曲はミック・テイラー作。3. 6. 8. はインストゥルメンタル。
1. レザー・ジャケット - "Leather Jacket" - 3:42
2. アラバマ - "Alabama" (lyrics by Colin Allen / music by Mick Taylor) - 3:47
3. スロー・ブルース - "Slow Blues" - 3:24
4. ベイビー・アイ・ウォント・ユー - "Baby I Want You" - 5:16
5. ブロークン・ハンズ - "Broken Hands" - 4:00
6. ギディー・アップ - "Giddy-Up" - 5:18
7. S.W.5 - "S.W.5" - 5:37
8. スパニッシュ/ Aマイナー - "Spanish / A Minor" - 12:12

## 参加ミュージシャン
- ミック・テイラー - ギター (all songs)、ボーカル (on #1, #2, #4, #5, #7)、ピアノ (on #4, #8a)、ストリングス・マシン (on #7, #8a)、シンセサイザー (on #8a, #8b)、エレクトリックピアノ (on #8b)、ベース (on #4, #5, #7, #8b)
- ローウェル・ジョージ - スライドギター (on #6)
- ジャン・ルーセル - ピアノ (on #1, #3, #6, #8b)
- クマ原田 - ベース (on #1, #3, #8a)、ストリング&ボウド・ベース (on #8b)
- アラン・スペナー - ベース (on #6)
- ピエール・ムーラン - ドラムス (on #1, #3, #8a)、ヴィブラフォン (on #8a)
- マイク・ドリスコール - バスドラム (on #2)、ドラムス (on #4, #5, #7, #8b)
- リチャード・ベイリー - ドラムス (on #6)
- Norman Mighell - タンブリン (on #1)